# Aedes ioliota
Aedes ioliota är en tvåvingeart som beskrevs av Dyar och Frederick Knab 1913. Aedes ioliota ingår i släktet Aedes och familjen stickmyggor. Inga underarter finns listade i Catalogue of Life.